# Nemophas websteri
Nemophas websteri là một loài bọ cánh cứng trong họ Cerambycidae.